# Останкино (село, Нижньогородська область)
Останкино (рос. Останкино) — село в Борському міському окрузі Нижньогородської області Російської Федерації.
Населення становить 1467 осіб. Входить до складу муніципального утворення Міський округ місто Бор.

## Історія
Від 2010 року входить до складу муніципального утворення Міський округ місто Бор.

## Населення
| 2002 | 2010  |
| ---- | ----- |
| 1470 | ↘1467 |